# Torri di Pavia
Caratteristica del centro storico di Pavia è la presenza di torri gentilizie medievali che sopravvivono nel suo tessuto urbano, pur essendo state un tempo più numerose, come testimonia la cinquecentesca visione di Pavia a volo d’uccello affrescata nella chiesa di San Teodoro. Furono per lo più realizzate tra l'XI e il XIII secolo quando la città ghibellina era all’apice della sua fioritura romanica.

## Storia
Le prime torri urbane pavesi sono documentate dall’anno 1018, anche qui, come in gran parte dell’Italia settentrionale, ben prima della diffusione dei castelli signorili nel contado, il che ci fa comprendere come la diffusione di tali edifici non fu dettata dall’inurbamento dei ceti aristocratici del distretto in città, ma furono una creazione cittadina, influenzata dalle residenze turrite del potere laico ed ecclesiastico, a loro volta ispirate ai palazzi regi (come appunto il palazzo Regio di Pavia) di età Carolingia e Ottoniana. A Pavia, come in altre città, le torri non furono costruite con intenti difensivi, le dimensioni e l’altezza infatti le rendevano inadatte a tali scopi, ma a compiti rappresentativi e propagandistici, erano infatti l’espressione più diretta della grandezza e della potenza dei vari clan familiari.
Gran parte delle torri sorsero negli angoli degli isolati in cui era divisa Pavia, spesso affiancate da un voltone, che garantiva alla struttura l’effetto di controspinta. Va osservato che all’interno della prima cinta muraria urbana (Pavia alla fine del XII secolo disponeva di tre cerchie di mura, la prima delle quali risaliva all’età romana) la maggior parte delle principali consorterie urbane disponeva di palazzi e case vicine tra loro, a simboleggiare la solidarietà politica e sociale del nucleo, tali edifici erano affiancati da una torre, mentre le stesse famiglie godevano del patrocinio su almeno una, o anche più, delle chiese del quartiere.
Un caso emblematico è la torre, ancor oggi esistente, seppur ridotta in altezza, della famiglia pavese di Catassi, situata all’angolo tra piazza della Posta e via Galliano, presso la quale sorgevano, oltre alle case del gruppo familiare, anche le chiese di San Giovanni dei Catassi e di San Giorgio dei Catassi. Spesso le stesse famiglie fecero realizzare manufatti analoghi, di misura più ridotta, presso i loro poderi e possedimenti nel contado, come i Torti, che a porta Pertusi (in base agli estimi del 1254) controllavano un quartiere, dove infatti si trovavano le chiese di Santa Onorata dei Torti e di Santa Maria dei Torti, mentre nel contado detenevano l’azienda agricola fortificata di Torre de’ Torti, menzionata la prima volta nel 1259 e ancor oggi esistente.
Coll’affermarsi della signoria viscontea durante il Trecento, il valore simbolico delle torri perse significato, tanto che molte di esse furono ridotte in altezza, mentre la parte terminale di altre fu trasformata in loggia. I secoli seguenti videro la decadenza del modello edilizio; preoccupazioni legate alla stabilità degli edifici decretarono, soprattutto tra Sei e Settecento, la demolizione o l’abbassamento di gran parte di esse.

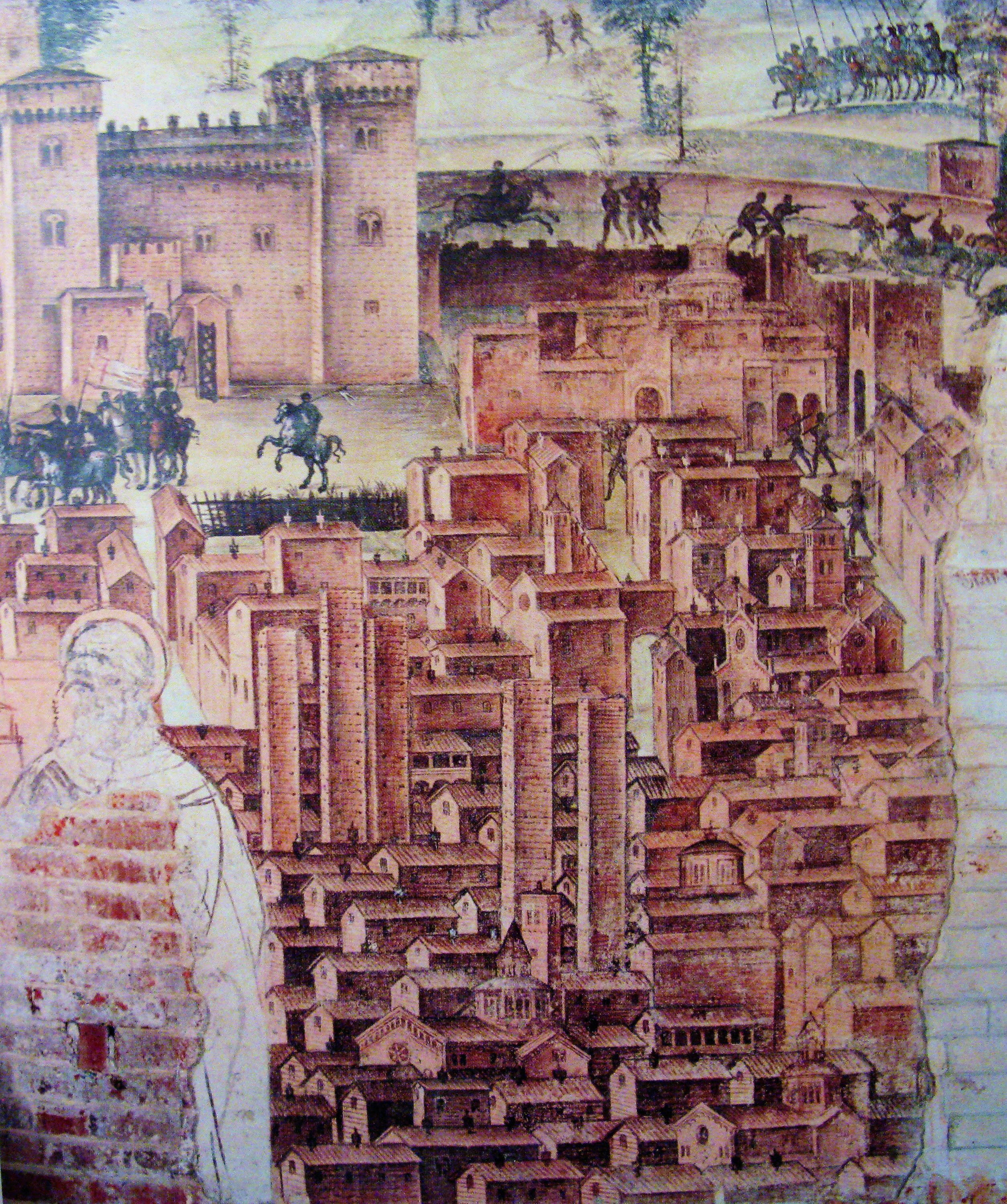
Pavia, chiesa di San Teodoro, veduta di Pavia, dettaglio (1522 circa) si osservano alcune delle numerose torri ancor presenti nella prima metà del Cinquecento.

Le torri gentilizie presenti a Pavia, sulla base della documentazione storica e iconografica, dovevano essere all’incirca 65, di queste ne sopravvivono una ventina.

## Caratteristiche
Le imponenti torri gentilizie sopravvissute sono edificate su un massiccio blocco di fondazione, costituito da ciottoli fluviali legati con malta, alto anche più di 2 metri. Si tratta di edifici a pianta quadrata, lunga, mediamente 5 metri per lato (anche se abbiamo esempi di torri più grandi). Il basamento delle torri è rinforzato da pietre di grandi dimensioni, spesso addensate solo negli spigoli. I materiali lapidei più utilizzati sono granito, gneiss, arenaria e, in misura minore calcare e, in particolare, calcare ammonitico veronese, si tratta spesso di materiali di reimpiego, in genere provenienti da edifici di età classica. Il fusto delle torri era invece realizzato in mattoni lasciati a vista, stesi con un’accurata tessitura muraria e delle dimensioni di circa 27,5 x 6,5 cm, per 13 cm d’altezza. Lo spessore delle murature è di circa 2 metri, formato da uno strato di conglomerato di ciottoli, calce e cocci, rafforzato al suo interno da catene lignee e incamiciato tra due pareti di mattoni, una tecnica costruttiva già illustrata da Vitruvio. Rare sono le aperture delle torri, infatti, oltre alle buche pontaie, si conservano solo piccole monofore, mentre l’accesso era in genere consentito tramite porte situate ai piani superiori e collegate agli edifici adiacenti. Seppur gran parte delle torri gentilizie sia ora ridotto in altezza, tanto che gran parte di esse sono equiparate al livello delle case e dei palazzi propinqui, ancor oggi si stagliano sul cielo di Pavia alcuni edifici di notevole altezza, come la torre del Maino, alta 51 metri o la torre di San Dalmazio (41 metri), dei veri e propri grattacieli per l’epoca.

## Elenco delle torri superstiti
- Torre Fraccaro, Piazza Leonardo da Vinci.
- Torre dell’Orologio, Piazza Leonardo da Vinci[7].
- Torre del Maino, Piazza Leonardo da Vinci.
- Torre di San Dalmazio, Via Luigi Porta.
- Torre Belcredi, Via Luigi Porta.
- Torre di Santa Mostiola, Via Luigi Porta.
- Torre dei Catassi, angolo Piazza della Posta- Via Galliano.
- Torre di Casa Beccaria May tra Piazza Borromeo e Via San Giovanni in Borgo.
- Torre di Piazza Borromeo.
- Torre di Via Scarpa, angolo Via Pedotti.
- Torre di Via Capsoni.
- Torre di via della Rocchetta, angolo Via Capsoni.
- Torre di Via Sant’Ennodio, angolo Corso Garibaldi.
- Torre (solo il basamento) di Via Ressi, angolo Via Corridoni.
- Torre di Via Siro Comi, angolo Corso Garibaldi.
- Torre di Via Mentana, angolo via Galliano.
- Torre di Via Sacchi, angolo Via Spallanzani.
- Torre degli Aquila, Strada Nuova.
- Torre di Via dei Liguri, angolo Vicolo del Torrione.
- Torre di Via Pessani, angolo Via Maffi.
- Torre di Via Frank, angolo Via Cardano.
- Torre di Vicolo Novaria.
- Resti di due torri in uno scantinato in Via Luigi Porta.

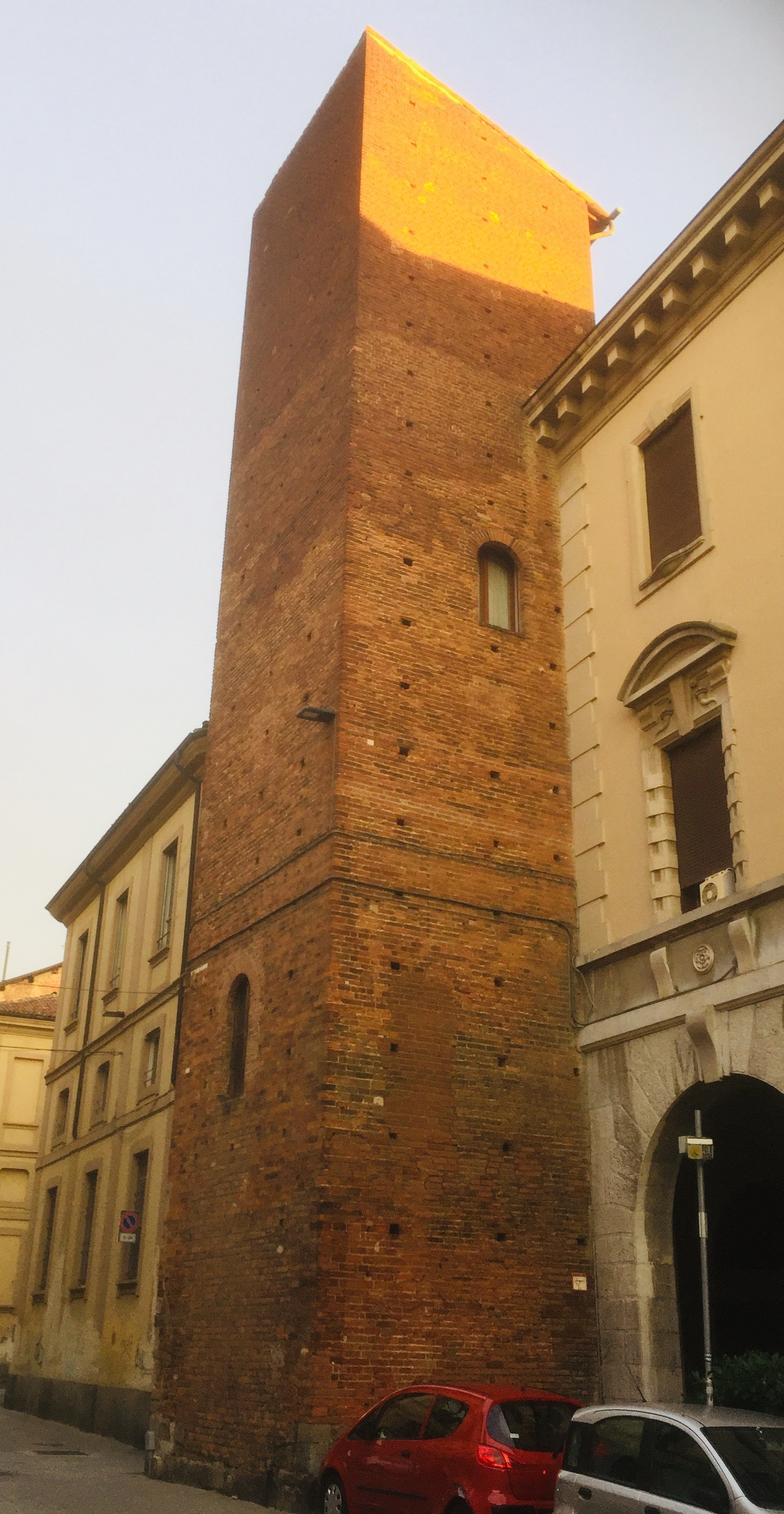
Pavia, Torre dei Catassi.
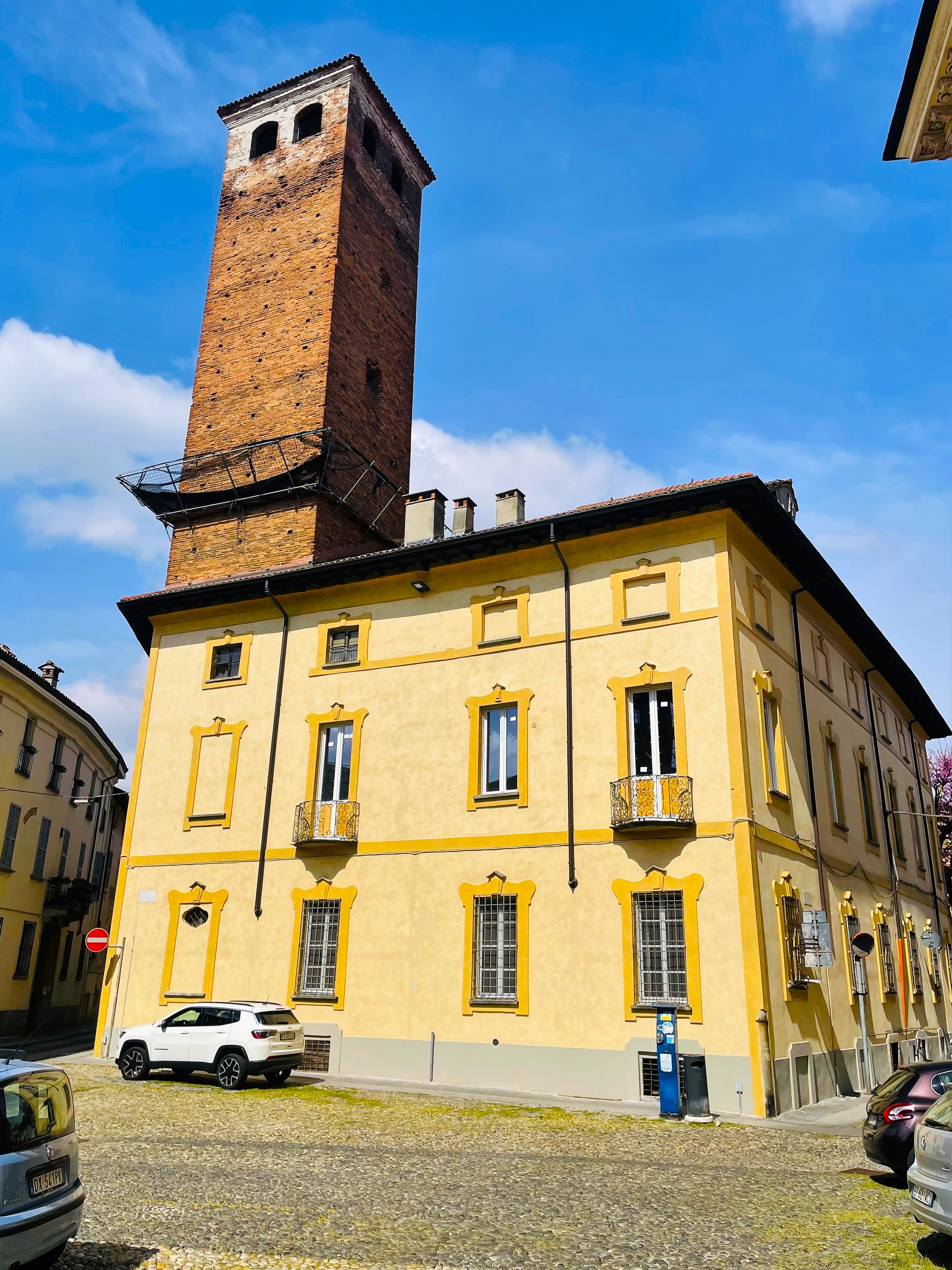
Torre di Piazza Borromeo, Pavia.
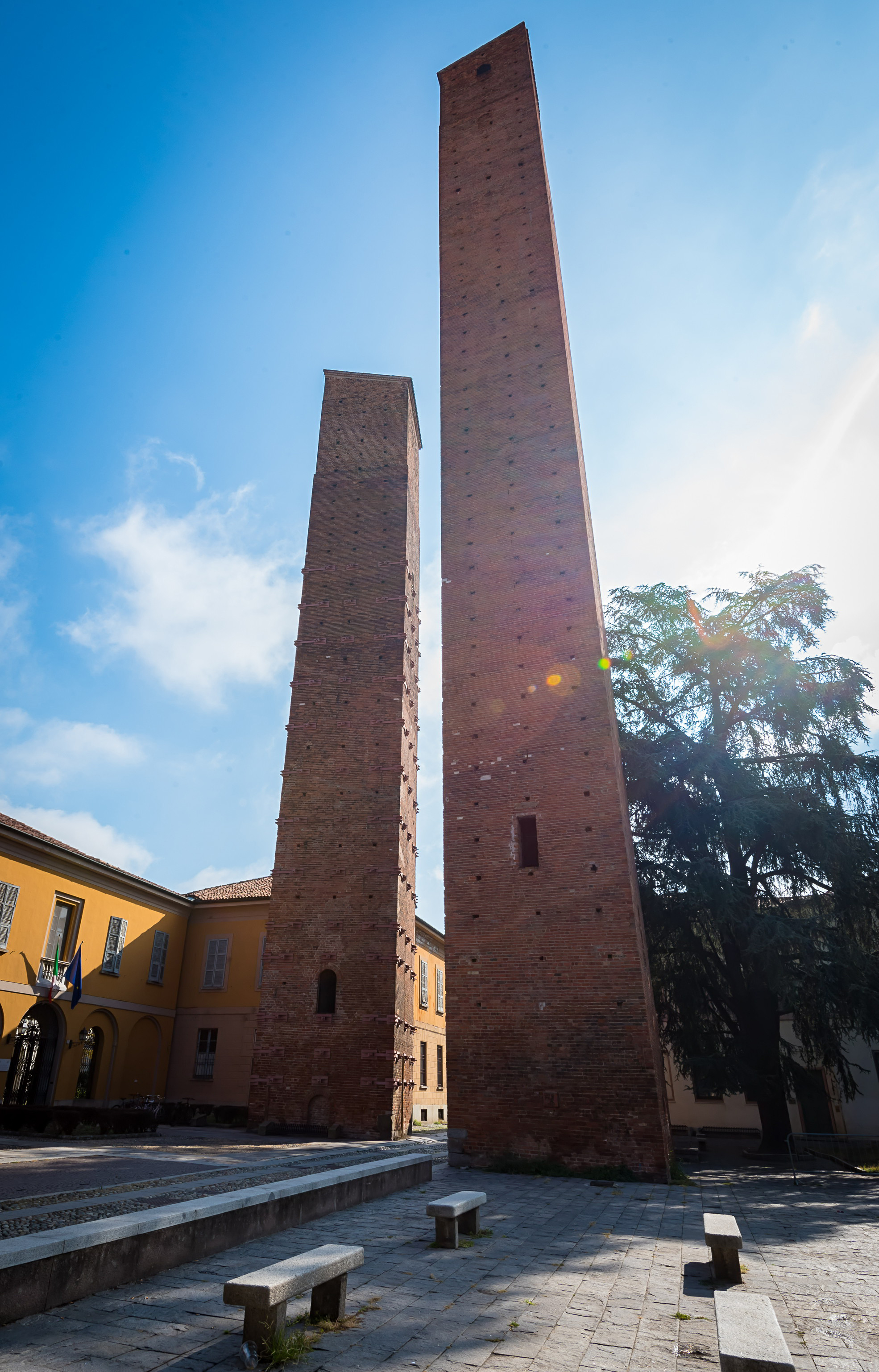
Torre del Maino, Pavia.
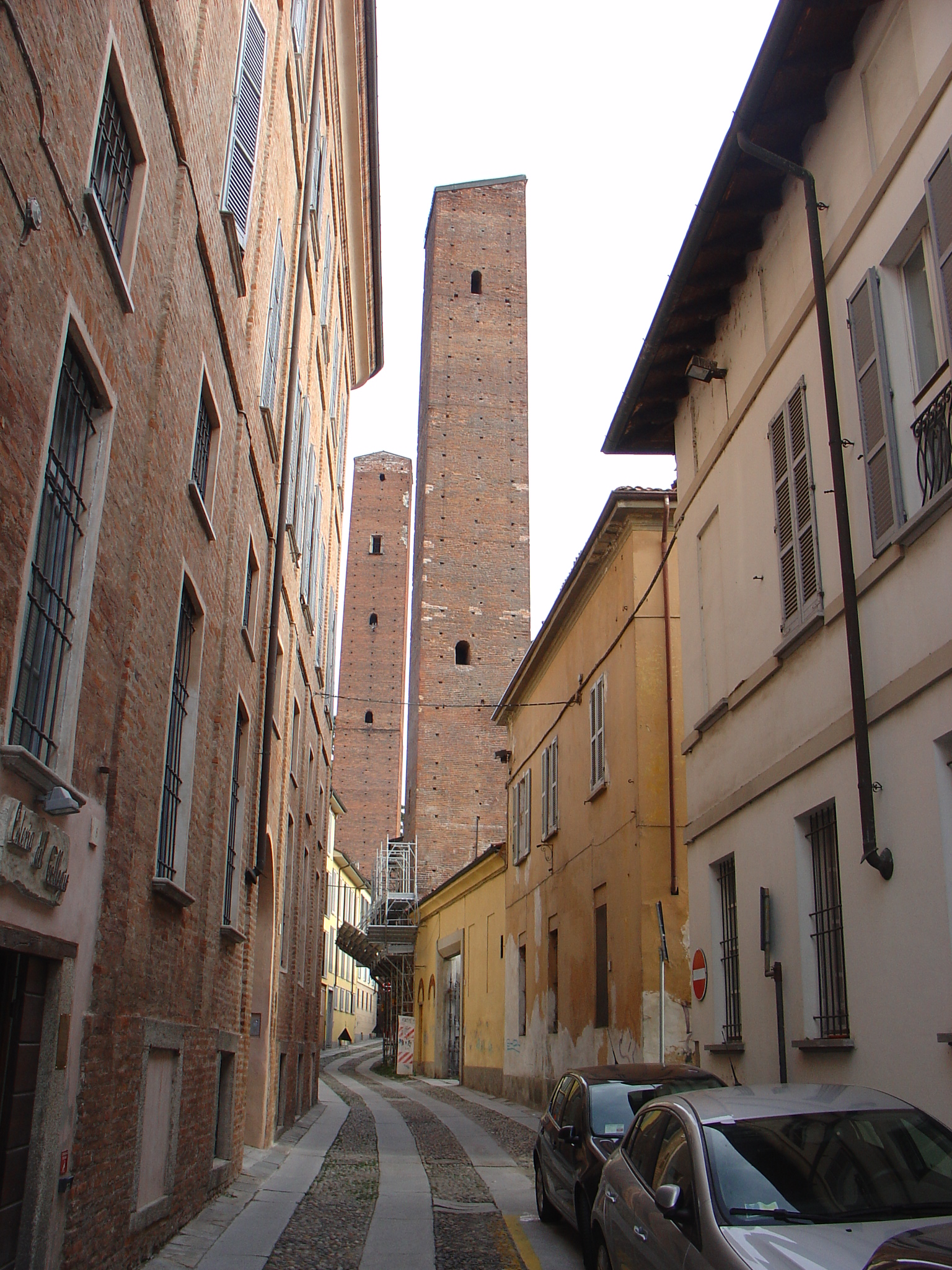
Torri di Via Luigi Porta.
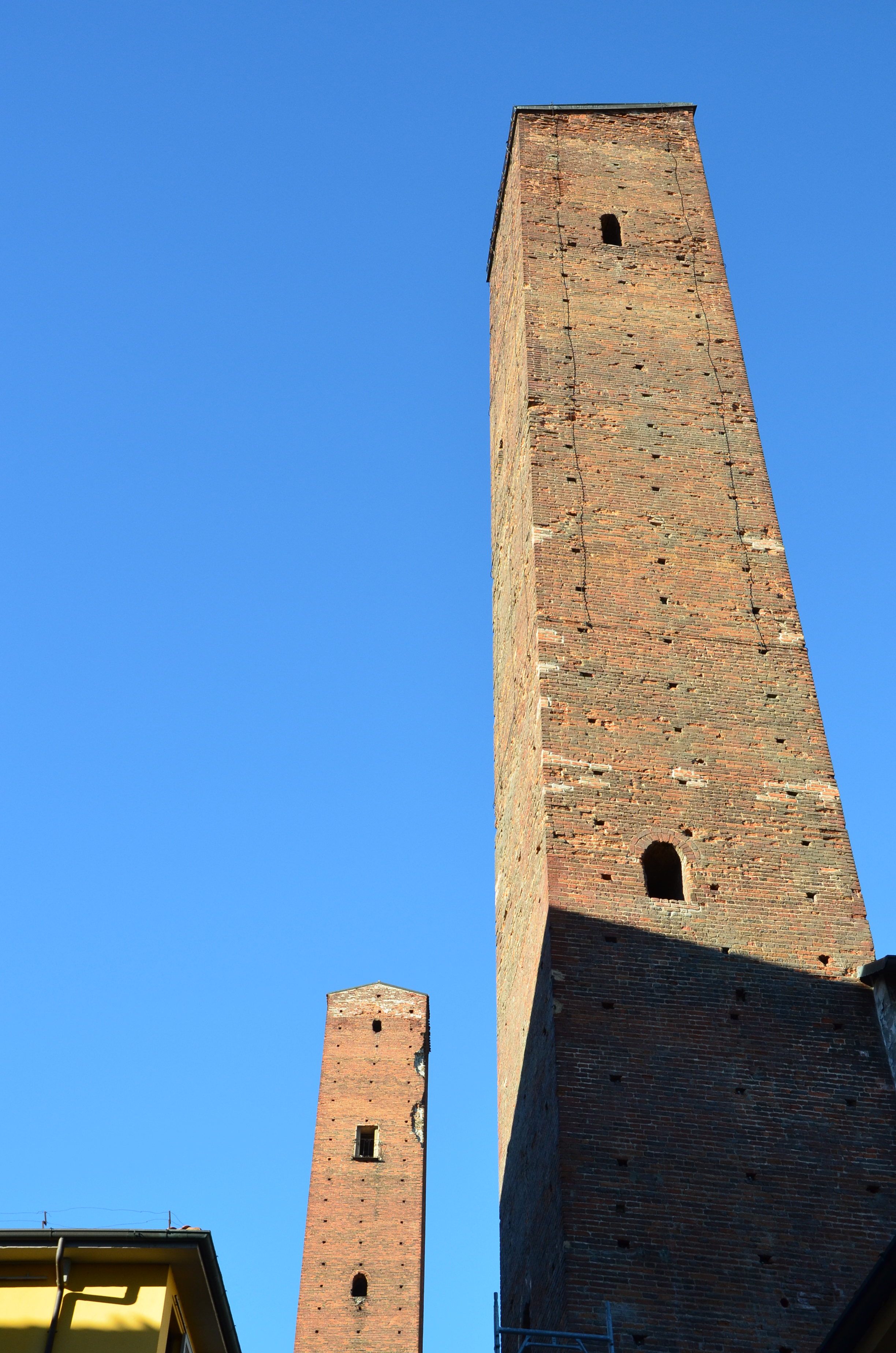
Torre di San Dalmazio, Pavia.
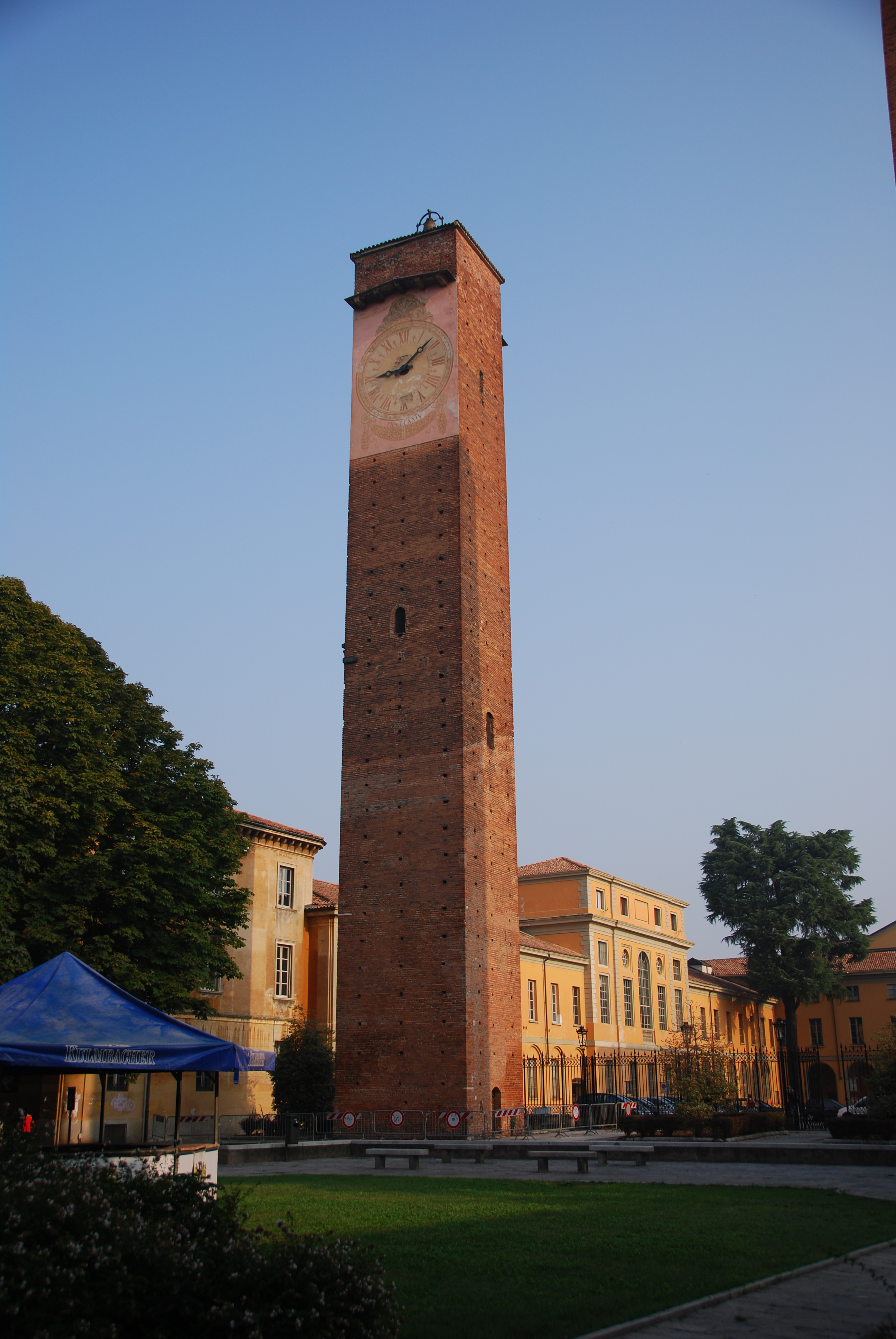
Torre dell'Orologio, Pavia.
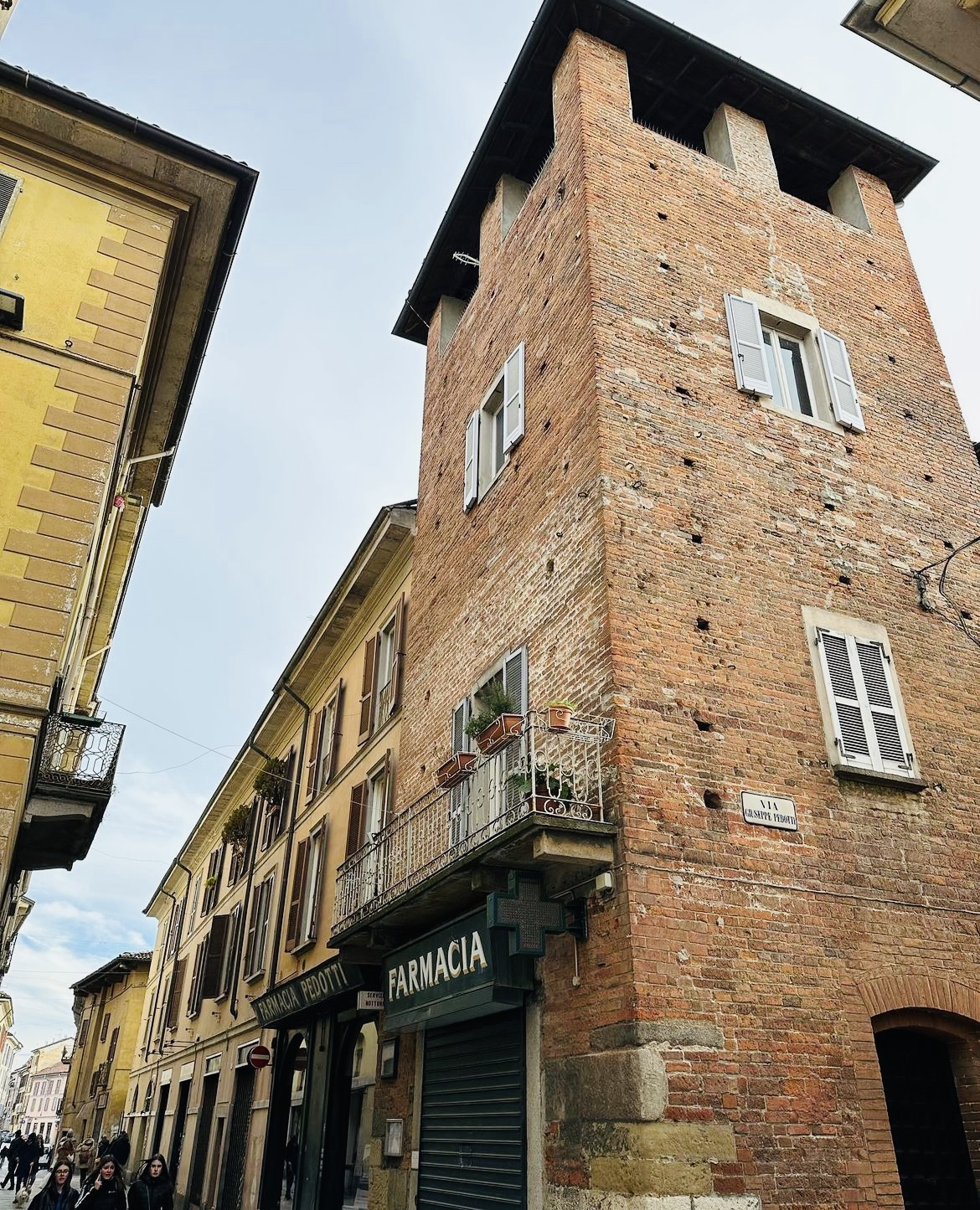
Torre di corso Garibaldi.
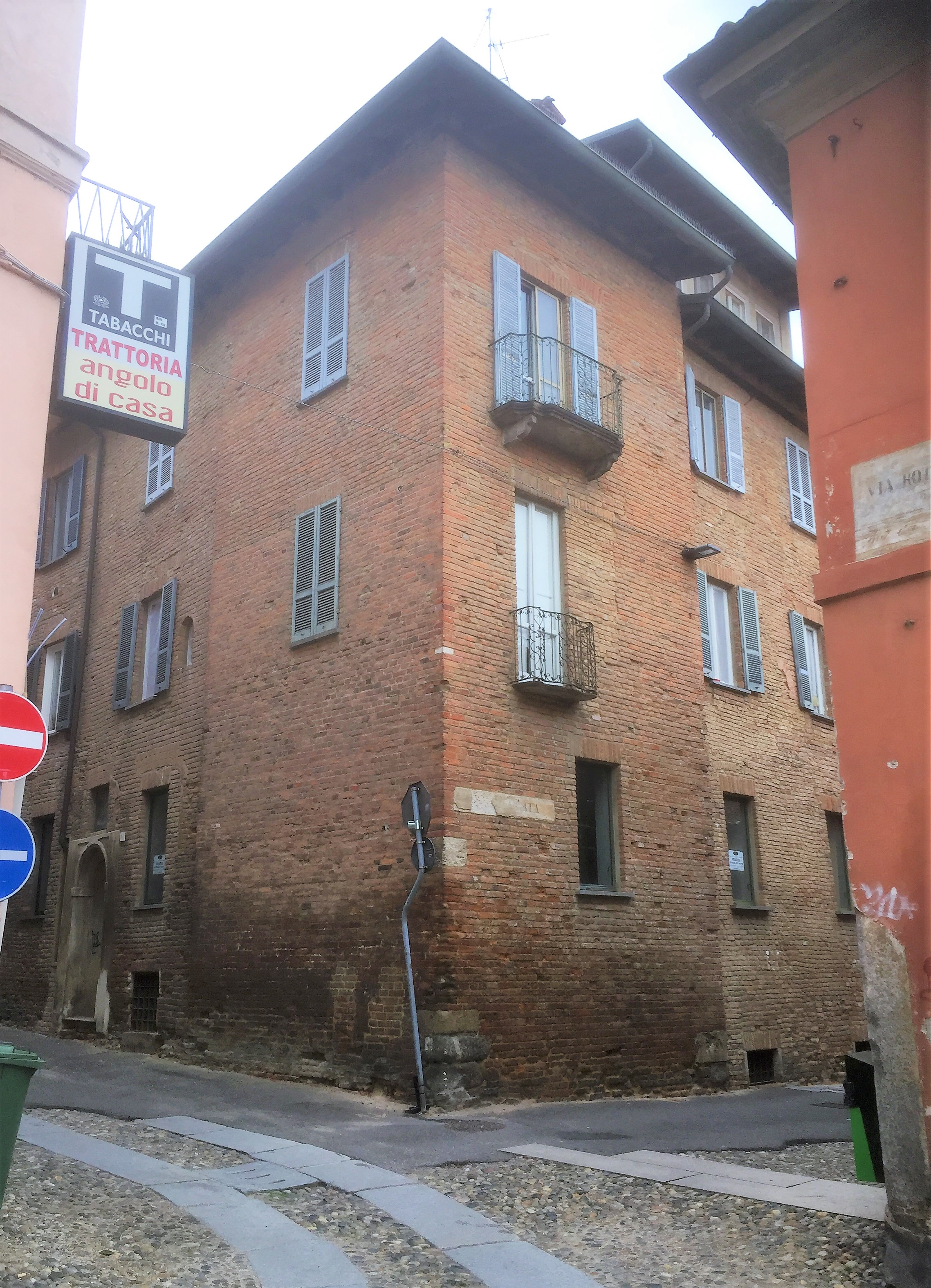
Torre di via Frank, angolo via Cardano
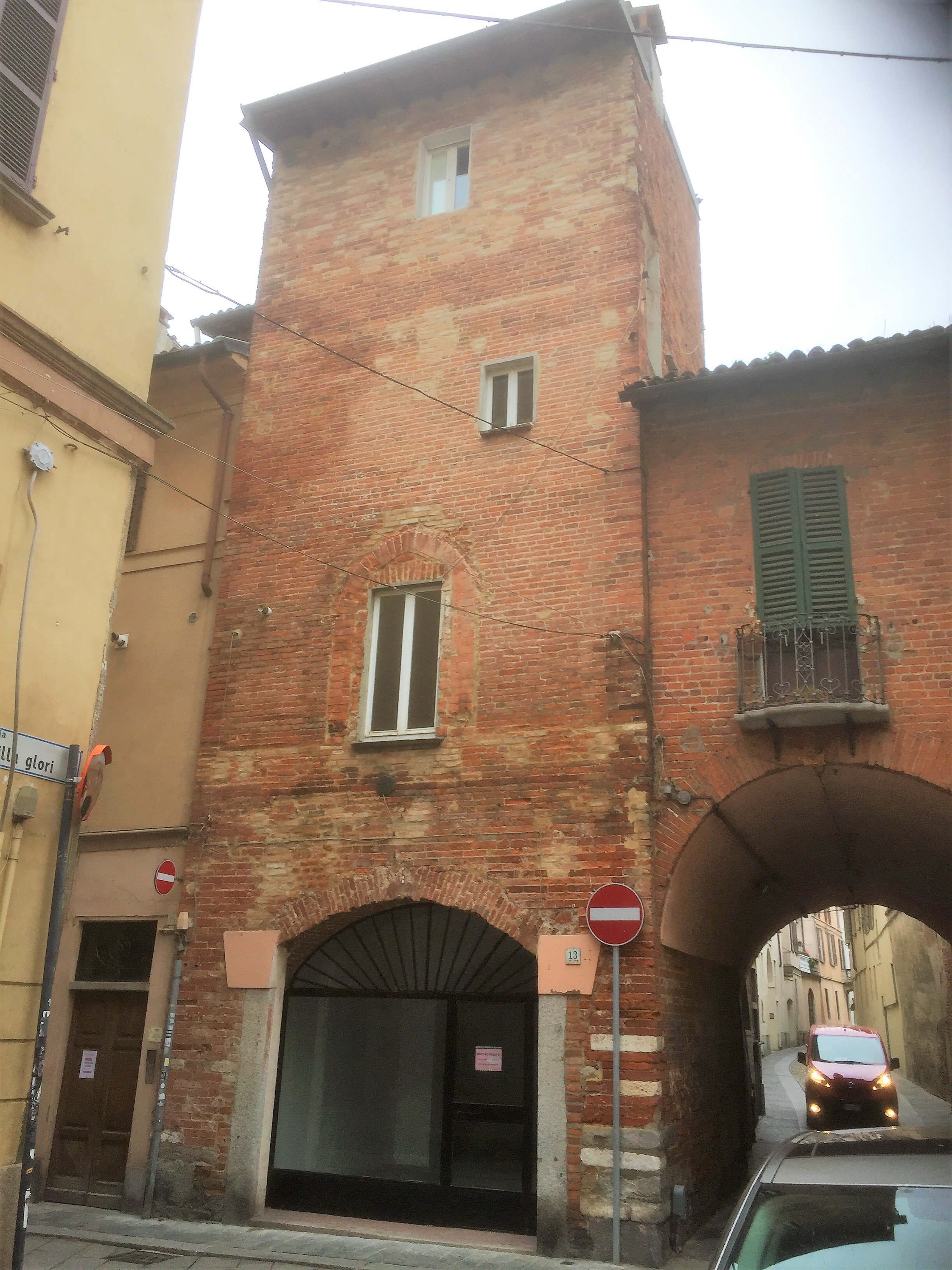
Torre di via Sant'Ennodio, angolo Corso Garibaldi
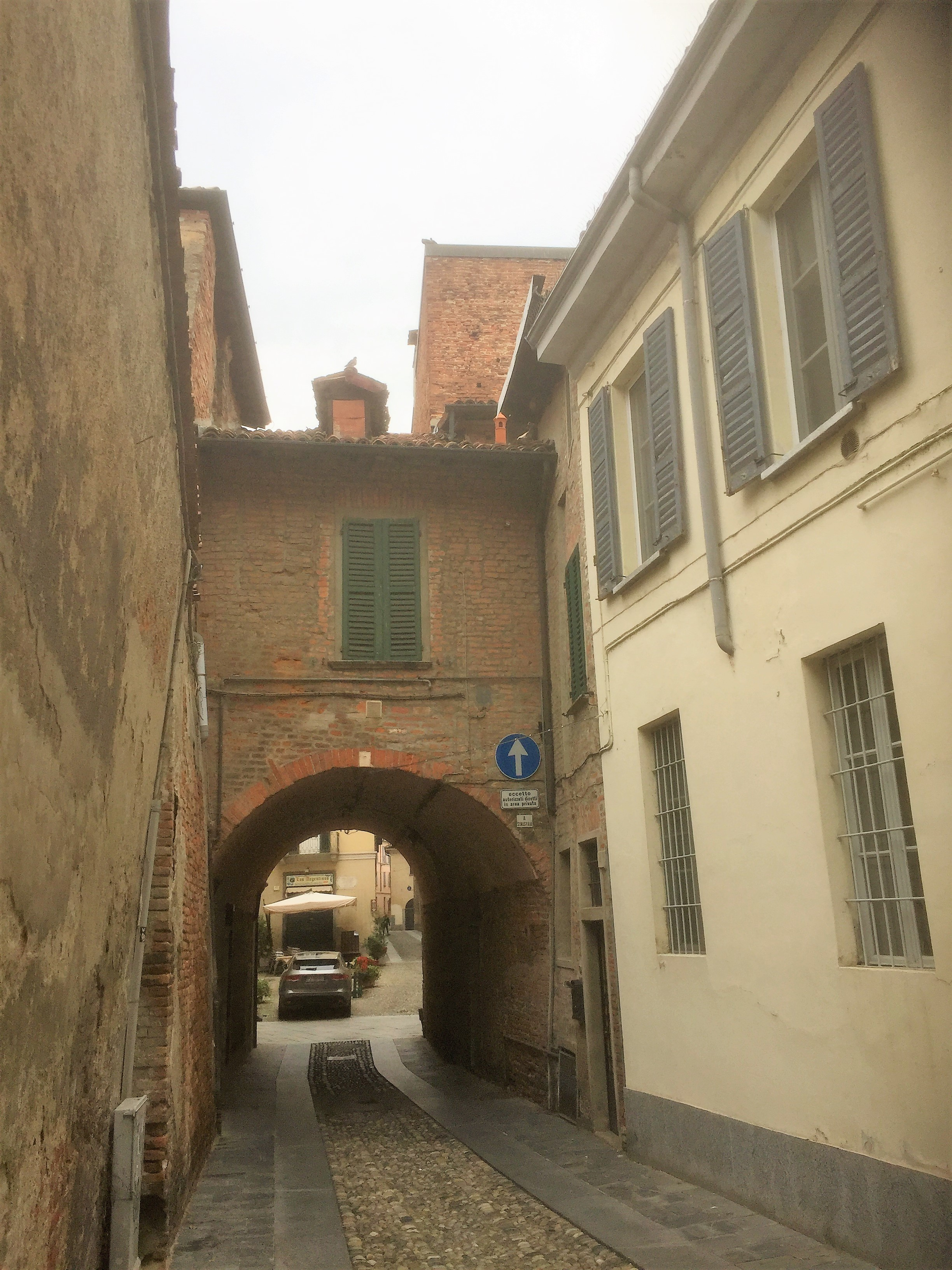
Voltone della torre in via Sant'Ennodio
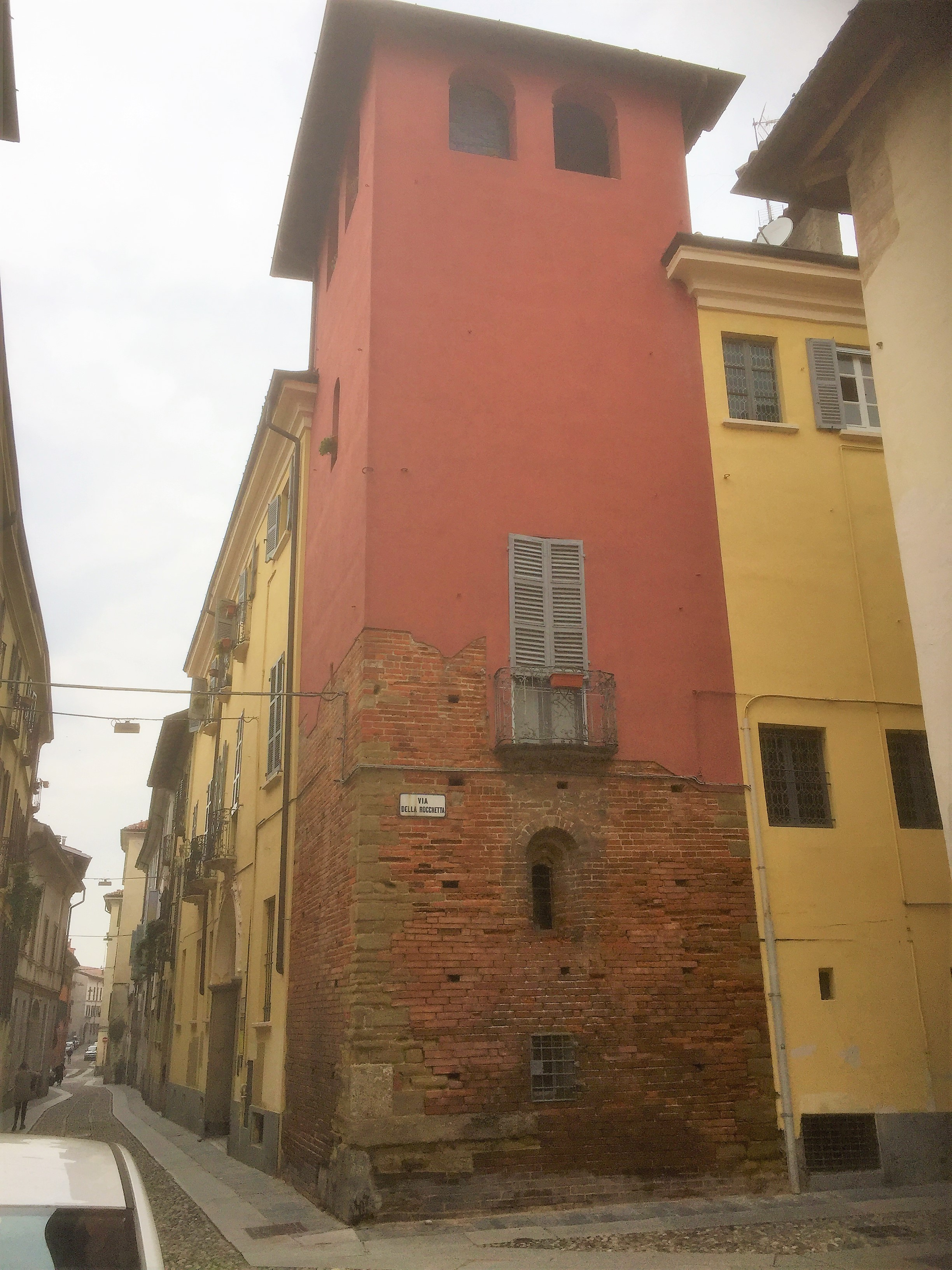
Torre di via della Rocchetta, angolo via Capsoni
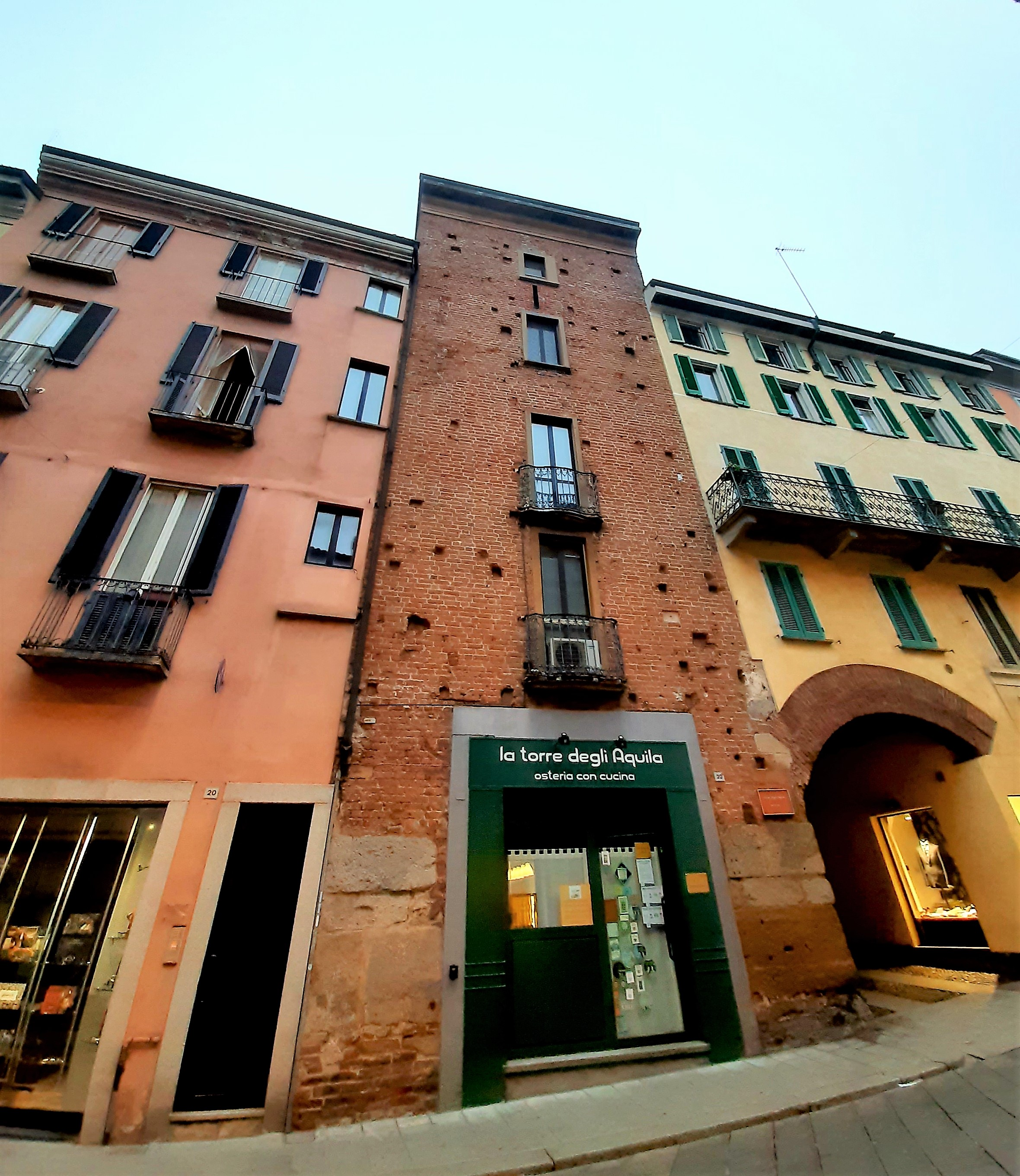
Torre degli Aquila, Strada Nuova.
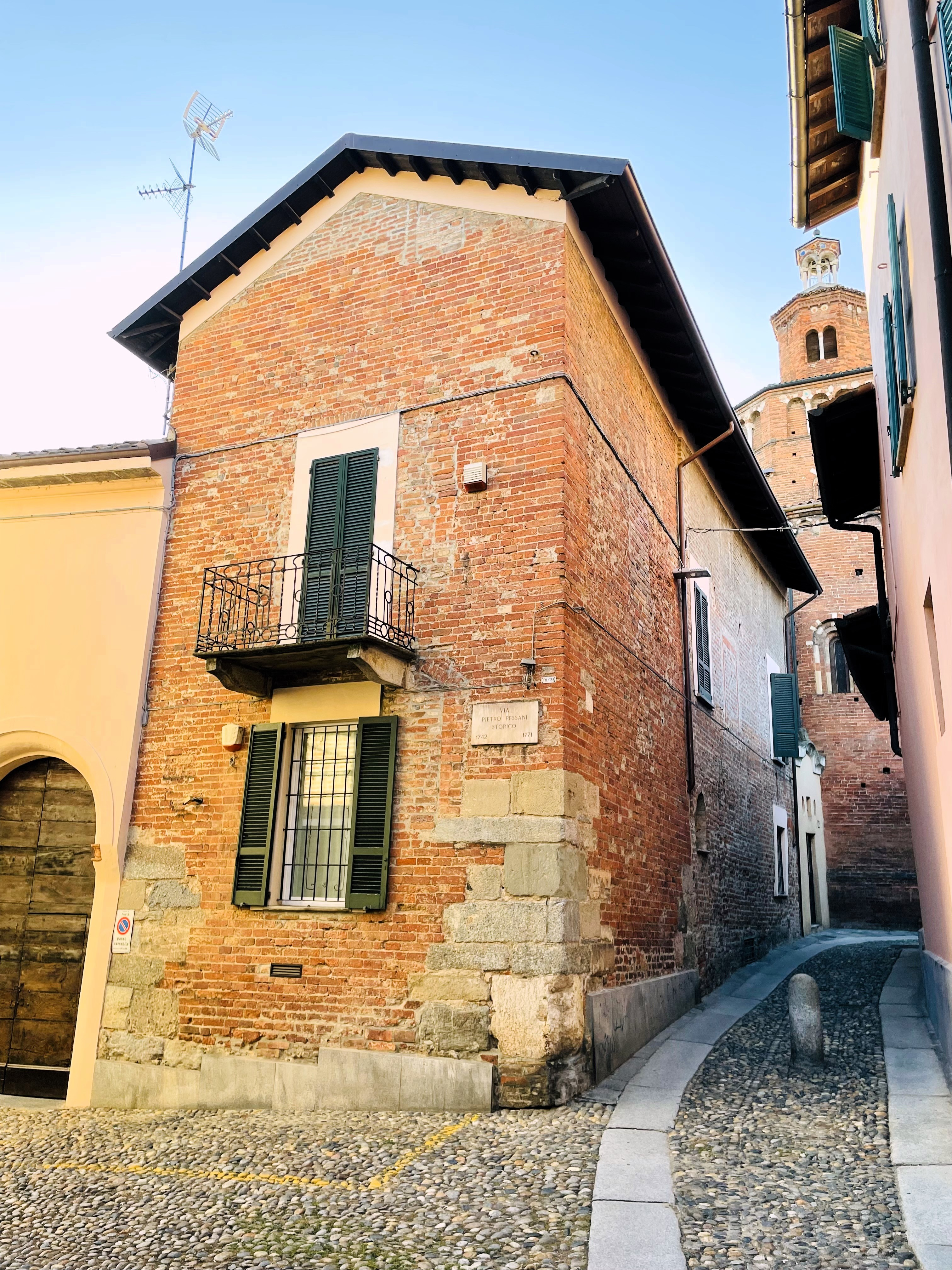
La torre di Via Pessani.
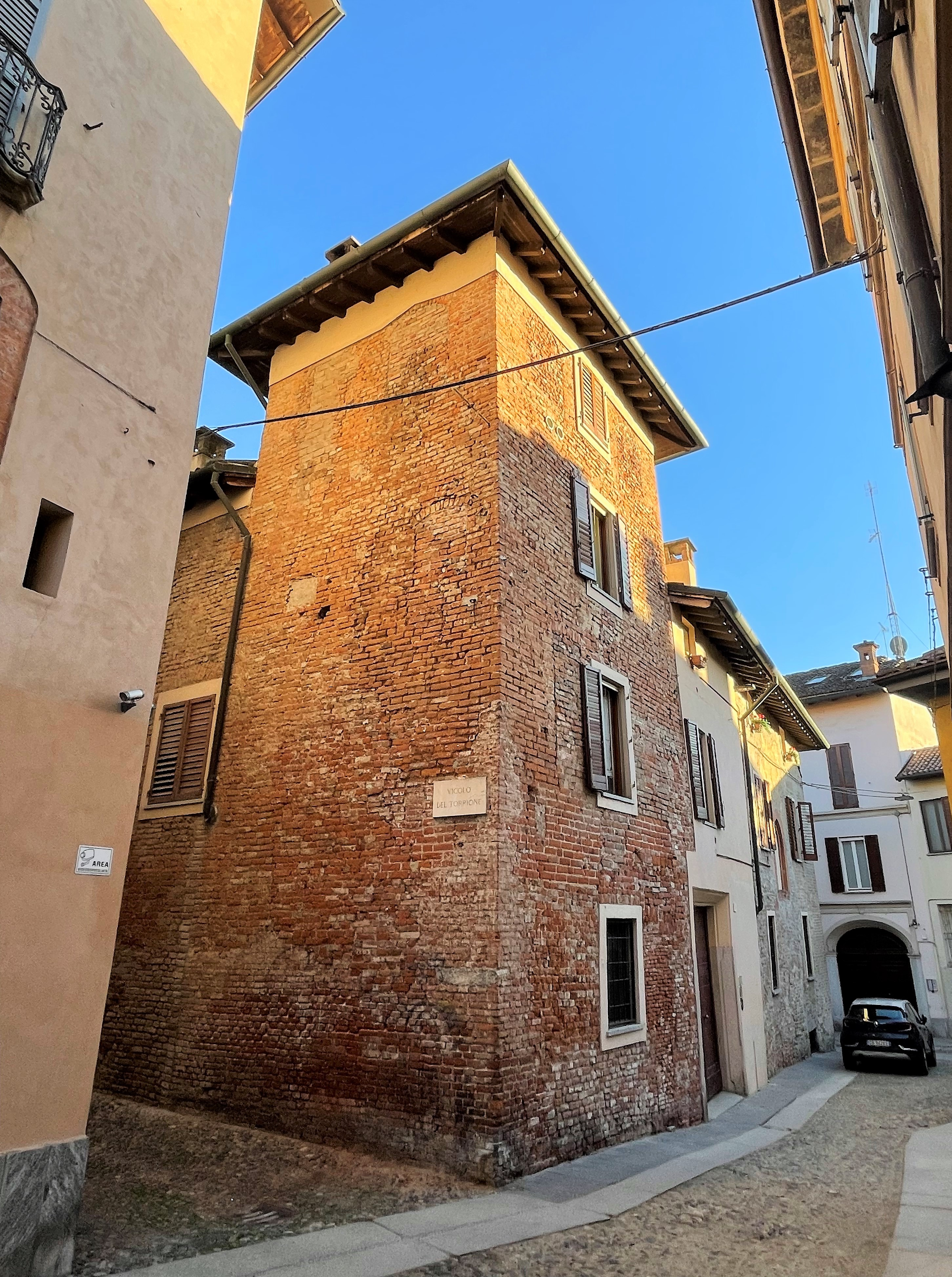
La torre di Via dei Liguri, angolo Vicolo del Torrione.
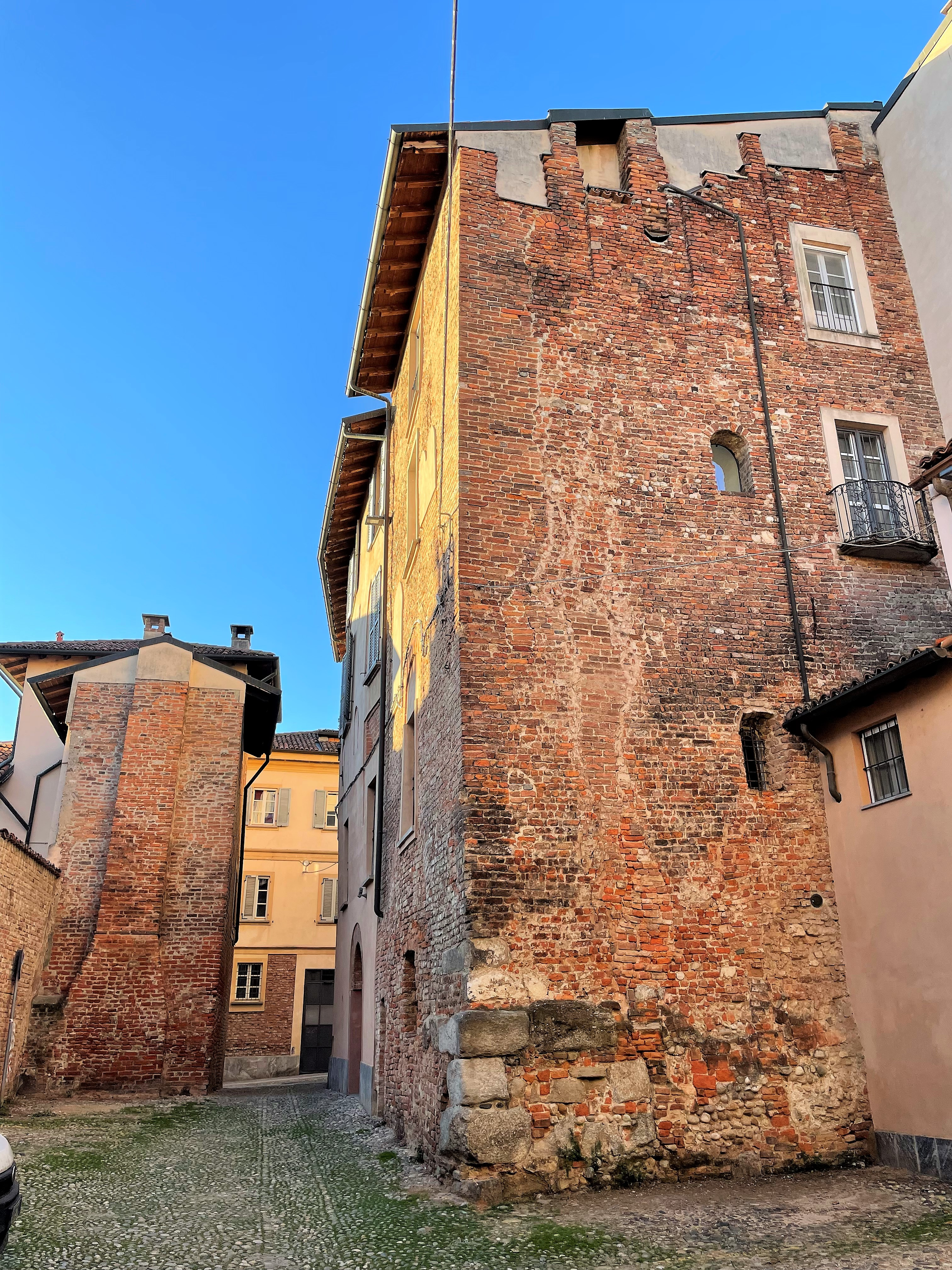
La torre di Vicolo del Torrione.
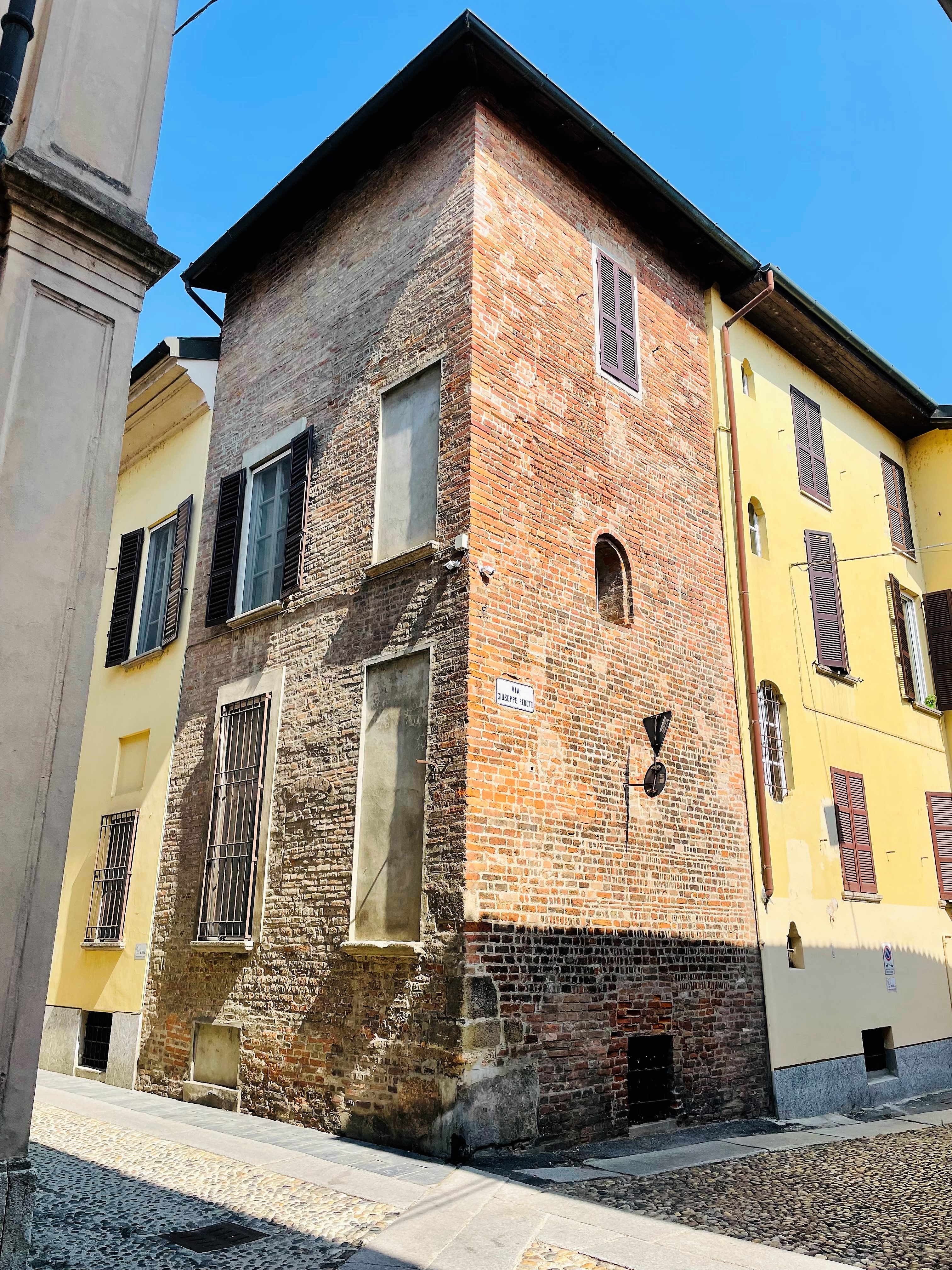
Torre di via Pedotti.